# Апанасюк Микола Петрович
Апанасюк Микола Петрович — правознавець, науковець, кандидат юридичних наук, доцент.

## Життєвий шлях
Народився 8 грудня 1971 року в місті Мерефа, Харківської області. 1998 року закінчив Харківський національний університет внутрішніх справ. У 2000—2003 роках навчався в ад'юнктурі цього університету: 12.00.03 «Цивільне право і цивільний процес; сімейне право; міжнародне приватне право» (юридичні науки).

## Кар'єра в деталях
1998—2017 — науково-педагогічний працівник у Харківському національному університеті внутрішніх справ.
2019—2024 — організаційно-розпорядчі посади в Харківській товарній біржі, займався впровадженням передових електронних технологій проведення біржових торгів та електронних аукціонів, що дозволило автоматизувати ці процеси та підвищити їх ефективність і прозорість.

## Наукова діяльність
2004 року захистив кандидатську дисертацію «Договір ренти».
У своїй науковій діяльності поділяє точку зору, що на пострадянському просторі договір ренти не слід розглядати як продовження розвитку договору довічного утримання; поділяє думку, що рента є доходом з майна.
Обстоює точку зору, що право власності може бути лише двох видів: публічне та приватне. Виділення форм права власності є безпідставним, оскільки всі форми власності мають однаковий юридичний зміст.